# Jelše pri Otočcu
Jelše pri Otočcu – wieś w Słowenii, w gminie miejskiej Novo mesto. W 2018 roku liczyła 60 mieszkańców. 